# 维多利亚-迪圣安唐

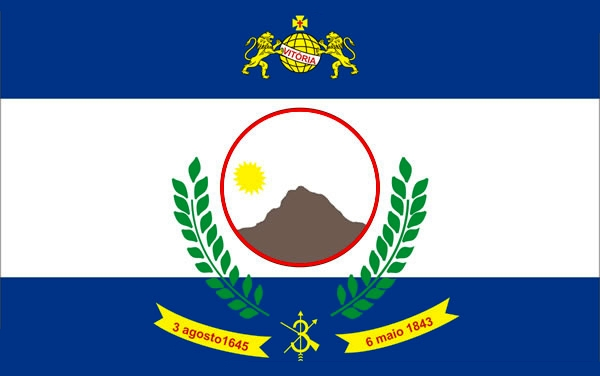
维多利亚-迪圣安唐市市旗

维多利亚-迪圣安唐是巴西伯南布哥州的一座城市，人口约12万（2005年）
其主要经济来源是商业、食物及饮料加工行业。